# Хайнрих I (Утрехт)
Вижте пояснителната страница за други личности с името Хайнрих I.
Хайнрих фон Вианден (на немски: Heinrich von Vianden; Hendrik I, на нидерландски: Hendrik van Vianden; * пр. 1244; † 2 юни 1267) от Графство Вианден, е като Хайнрих I (Хендрик) княжески епископ на Утрехт (1249 – 1267).

## Живот
Той е третият син на граф Хайнрих I фон Вианден († 1252) и съпругата му маркграфиня Маргьорит дьо Куртене-Намюр († 1270), дъщеря на латинския император на Константинопол Пиер дьо Куртене и Йоланда Фландърска.
Хайнрих фон Вианден е архедякон на „Св. Ламберт“ в Лиеж през 1230 г., катедрален провост в Кьолн между 1245 и 1250 г. и провост в Мехелн през 1249 г. Римско-немският крал Вилхелм II Холандски го поставя през 1249 г. за епископ на Утрехт. Той умира на 2 юни 1267 г.